# Zenon Kalemba
Zenon Kalemba (ur. 23 grudnia 1928 w Poznaniu, zm. 27 listopada 1983 tamże) – polski inżynier budownictwa.

## Życiorys
Jego ojcem był Michał Kalemba i Stanisława z Wesołowskich. W czasie okupacji niemieckiej, już jako 12-latek, pracował jako goniec w hurtowni papieru oraz jako robotnik w hurtowni materiałów budowlanych. W trakcie walk o Poznań wstąpił do organizowanych jednostek milicji na poznańskim Łazarzu. Od maja 1945 do lipca 1949 uczył się w Gimnazjum i Liceum Towarzystwa Uniwersytetów Ludowych w Poznaniu. W październiku 1950 rozpoczął studia na Wyższej Szkole Inżynierskiej, by w lutym 1954 uzyskać dyplom inżyniera-mechanika. W marcu 1954 podjął pracę w Wojewódzkim Biurze Projektów Budownictwa Wiejskiego w Poznaniu, gdzie doszedł do stanowiska kierownika pracowni. Pracę tam zakończył 7 października 1971, by zająć stanowisko dyrektora technicznego Biura Projektów i Studiów Ceramiki Budowlanej w Poznaniu. Pracował tam do 30 kwietnia 1973, kiedy to powierzono mu stanowisko dyrektora Biura Projektowo-Badawczego Budownictwa Ogólnego Miastoprojekt, które znacząco rozwinął, m.in. sprowadzając zespół projektowy z Opola. W tym czasie Miastoprojekt zrealizował: kontynuację osiedli ratajskich, część kampusu UAM Morasko, Collegium Altum, szpital wojewódzki w Kaliszu oraz hotel i camping w Borowcu (Bułgaria). Zmarł w szpitalu, po wypadku samochodowym.

## Odznaczenia
Odznaczony Krzyżem Kawalerskim Orderu Odrodzenia Polski, Srebrnym i Złotym Krzyżem Zasługi, Medalem XXX-lecia PRL, Odznaką Honorową Miasta Poznania i innymi odznaczeniami.

## Życie prywatne
Żonaty z Wandą z Chudzińskich (1952), z którą miał trójkę dzieci: Grażynę (1953, inżyniera ogrodnictwa), Danutę (1955, inżyniera mechanika) i Katarzynę (1957, programistkę).